# Ulak Agung
Ulak Agung is een bestuurslaag in het regentschap Kaur van de provincie Bengkulu, Indonesië. Ulak Agung telt 412 inwoners (volkstelling 2010).